# Miro Mihovilović
Miro Mihovilović (Split, 20. veljače 1915. – Zagreb, 15. veljače 2010.), bio je hrvatski vaterpolist i državni reprezentativac te športski djelatnik i znanstvenik. Bio je najbolji vaterpolski vratar na svijetu od 1934. do 1940. godine. Bio je prepoznatljiva načina branjenja: jakim nožnim škarama i podignutim rukama pokrivao je cijelu branku.

## Životopis
Miro Mihovilović rođen je u Splitu 1915. godine. Od 1931. godine bavi se plivanjem i vaterpolom. Nastupao je za Klasičnu gimnaziju na srednjoškolskom prvenstvu kad su ga uočili stručnjaci. Branio je za juniore splitskog Jadrana s kojima je postao juniorski prvak države 1933. godine. Sljedeće je godine zaigrao za državnu reprezentaciju Kraljevine Jugoslavije na europskom prvenstvu u njemačkom Magdeburgu. Već tad je proglašen za najboljeg svjetskog vratara. Taj je naslov obranio i na Olimpijskim igrama u Berlinu 1936., gdje je opet bio najboljim vratarem. Za Jadran je branio sve do 1948. godine.
Kao i Zdravko Birimiša, mnogo je pridonio 1939. godine da športski klub Jadran dobije hrvatski predznak, odnosno da promijeni JŠK u HŠK. Na Olimpijskim igrama u Londonu 1948. godine bio je trener i savezni kapetan državne reprezentacije i jedan od glavnih čelnika vodstva cjelokupne reprezentacije Jugoslavije na Olimpijskim igrama.
Bio je športski dužnosnik Jadrana još od 1936. godine. 
Sa splitskim VK Jadranom osvojio je državno prvenstvo 1939., 1946., 1947., 1948.

## Djela
- Osnovi waterpola, Sportska stručna biblioteka, Zagreb, 1952.
- Badminton, Sportska stručna biblioteka Saveza sportova Hrvatske, Zagreb, 1960.
- Problemi omladinskog sporta, Sportska štampa - Sportska knjiga, Zagreb - Beograd, 1964. (ur.; suurednik Dragan Maršičević)
- Spasavanje utopljenika, Sportska štampa, Zagreb, 1964.
- Korištenje slobodnog vremena stanovnika Zagreba, Institut za društvena istraživanja Sveučilišta, Zagreb, 1966. (suautor Bogomil Grabić)
- Povlačenje od aktivnosti: socjalno-psihološko-ekonomski status bivših sportaša "zvijezda", Institut za društvena istraživanja, Zagreb, 1966.
- Kako da postanem jak, Sportska štampa, Zagreb, 1967.
- Slobodno vrijeme građana Zagreba, Skupština grada, Zagreb, 1969.
- Struktura i funkcija omladinskih klubova u Zagrebu: slobodno vrijeme omladine, Institut za društvena istraživanja Sveučilišta, Zagreb, 1970.
- Položaj žene u porodici i društvu u Hrvatskoj, Institut za društvena istraživanja Sveučilišta, Zagreb, 1971. (suautorice Jagoda Klauzer i Neda Ostoić)
- Slobodno vrijeme odraslih stanovnika gradova Jugoslavije, Institut za društvena istraživanja Sveučilišta u Zagrebu, Zagreb, 1972.
- 24 sata života i rada studenata Sveučilišta u Zagrebu, Sveučilište u Zagrebu, Zagreb, 1974.
- Vrhunski sportaši: biološki, psihološki, sociološki, ekonomski i sportski elementi iz života i rada vrhunskih sportaša Jugoslavije, Institut za društvena istraživanja Sveučilišta, Zagreb, 1974.
- Žena između rada i porodice: utjecaj zaposlenosti žene na strukturu i funkciju porodice, Institut za društvena istraživanja Sveučilišta u Zagrebu, Zagreb, 1975. (Miro Mihovilović i suradnici)
- Odnos među generacijama u obitelji: recipročna slika roditelji - djeca i zone konflikata u obitelji, Institut za društvena istraživanja Sveučilišta, Zagreb, 1976. (suautorica Branka Golub)
- Konflikti generacija: roditelji - djeca: rezultati istraživanja u Zagrebu, Centar društvenih djelatnosti Saveza socijalističke omladine Hrvatske, Zagreb, 1978. (prir.; sur. Branka Golub)
- Otok Šolta: monografija, vlast. nakl., Zagreb, 1990. (Miro Mihovilović i suradnici)
- Otok Hvar, Matica hrvatska, Zagreb, 1995. (Miro Mihovilović i suradnici)
- Izabrani radovi, Hrvatsko sociološko društvo, Zagreb, 2000.

## Nagrade i priznanja
- 1955.: Trofej Saveza sportova Hrvatske
- 2004.: Državna nagrada za šport "Franjo Bučar"